# Garden Ridge
Garden Ridge ist eine Stadt im Comal County im US-Bundesstaat Texas in den Vereinigten Staaten. Das U.S. Census Bureau hat bei der Volkszählung 2020 eine Einwohnerzahl von 4186 ermittelt.

## Geografie
Die Stadt liegt an der Interstate 35, etwa 20 km südwestlich von New Braunfels, im Süden des Countys im mittleren Südosten von Texas und hat eine Gesamtfläche von 20,8 km², wovon 0,4 km² Wasserfläche ist.

## Geschichte
Als Garden Ridge am 4. April 1972, mit einer Einwohnerzahl von 230, Stadtrecht erhielt, war es die erste Stadtrechtsverleihung im County seit 127 Jahren. Die Einwohnerzahl stieg von 647 im Jahre 1980 auf 1.450 im Jahr 1990 und 1.882 im Jahr 2000. Der Bevölkerungsanstieg mag an der zentralen Lage der Stadt zwischen Austin und San Antonio liegen.

## Demografische Daten
Nach der Volkszählung im Jahr 2000 lebten hier 1.882 Menschen in 704 Haushalten und 622 Familien. Die Bevölkerungsdichte betrug 92,2 Einwohner pro km². Ethnisch betrachtet setzte sich die Bevölkerung zusammen aus 93,84 % weißer Bevölkerung, 2,23 % Afroamerikanern, 0,11 % amerikanischen Ureinwohnern, 1,12 % Asiaten, 0,11 % Bewohnern aus dem pazifischen Inselraum und 1,43 % aus anderen ethnischen Gruppen. Etwa 1,17 % waren gemischter Abstammung und 7,55 % der Bevölkerung waren spanischer oder lateinamerikanischer Abstammung.
Von den 704 Haushalten hatten 29,7 % Kinder unter 18 Jahre, die im Haushalt lebten. 83,7 % davon waren verheiratete, zusammenlebende Paare. 3,8 % waren allein erziehende Mütter und 11,6 % waren keine Familien. 9,2 % aller Haushalte waren Singlehaushalte und in 4,7 % lebten Menschen, die 65 Jahre oder älter waren. Die Durchschnittshaushaltsgröße betrug 2,67 und die durchschnittliche Größe einer Familie belief sich auf 2,85 Personen.
22,5 % der Bevölkerung waren unter 18 Jahre alt, 4,1 % von 18 bis 24, 18,3 % von 25 bis 44, 40,1 % von 45 bis 64, und 14,9 % die 65 Jahre oder älter waren. Das Durchschnittsalter war 47 Jahre. Auf 100 weibliche Personen aller Altersgruppen kamen 100,9 männliche Personen. Auf 100 Frauen im Alter von 18 Jahren und darüber kamen 96,0 Männer.
Das jährliche Durchschnittseinkommen eines Haushalts betrug 90.184 USD, das Durchschnittseinkommen einer Familie 92.269 USD. Männer hatten ein Durchschnittseinkommen von 68.750 USD gegenüber den Frauen mit 37.708 USD. Das Prokopfeinkommen betrug 40.201 USD. 1,8 % der Bevölkerung und 1,6 % der Familien lebten unterhalb der Armutsgrenze. Davon waren 1,3 % Kinder und Jugendliche unter 18 Jahren und 4,0 % waren 65 oder älter.